# Нурбаев, Усербай
Усербай Нурбаев (1899 год, село Георгиевка, Туркестанский край, Российская империя — дата и место смерти неизвестны) — колхозник, звеньевой колхоза «Казахстан», Герой Социалистического Труда (1948).

## Биография
Родился в 1899 году в селе Георгиевка, Туркестанский край (сегодня — село Коксаек Толебийского района Южно-Казахстанской области, Казахстан). Происходит из рода жаныс племени дулат С раннего детства занимался батрачеством. В 1929 году вступил в колхоз «Казахстан» Георгиевского района Чимкентской области. Первоначально работал рядовым колхозником. Позднее был назначен звеньевым полеводческого звена. С 1942 года участвовал в Великой Отечественной войне. После демобилизации возвратился в колхоз «Казахстан», где продолжил работу звеньевым полеводческого звена.
В 1947 году полеводческое звено Усербая Нурбаева собрало по 30 центнеров зерновых с участка площадью 24 гектара. За этот доблестный труд был удостоен в 1948 году звания Героя Социалистического Труда.
В 1965 году вышел на пенсию.

## Награды
- Герой Социалистического Труда — указом Президиума Верховного Совета СССР от 28 марта 1948 года;
- Орден Ленина (1948).